# Рашайя (район)
Рашайя (араб. قضاء راشيا‎‎‎‎) — один з 25 районів Лівану, входить до складу провінції Бекаа. Адміністративний центр — м. Рашайя. На заході межує з районом Західна Бекаа, на півдні — з районом Хасбайя, на півночі — з районом Захле, на сході проходить кордон з Сирією.
Переважна більшість населення району християни з великою меншиною друзів.